# Premiership Rugby 2006-07
La Liga de Inglaterra de Rugby 15 2006-07, más conocido como Guinness Premiership 2006-07 (por razones comerciales) fue la vigésima edición del torneo más importante de rugby de Inglaterra.

## Formato
El torneo se disputó en dos etapas, la primera una fase regular en donde cada equipo se enfrentó en condición de local y de visitante a cada uno de sus rivales, posteriormente los cuatro mejores equipos clasificaron a la postemporada, enfrentándose en eliminaciones directas comenzando desde las semifinales. 
El último clasificado de la fase regular descendió al RFU Championship.

## Desarrollo

### Fase regular
| Pos. | Equipo             | Encuentros | Encuentros | Encuentros | Encuentros | Tantos | Tantos | Tantos | PB | PB | Puntos |
| Pos. | Equipo             | PJ         | PG         | PE         | PP         | F      | C      | Dif    | BO | BD | Puntos |
| ---- | ------------------ | ---------- | ---------- | ---------- | ---------- | ------ | ------ | ------ | -- | -- | ------ |
| 1.º  | Gloucester         | 22         | 15         | 2          | 5          | 531    | 404    | +127   | 3  | 4  | 71     |
| 2.º  | Leicester Tigers   | 22         | 14         | 1          | 7          | 569    | 456    | +113   | 9  | 5  | 71     |
| 3.º  | Bristol Bears      | 22         | 14         | 1          | 7          | 398    | 394    | +4     | 3  | 3  | 64     |
| 4.º  | Saracens           | 22         | 12         | 2          | 8          | 539    | 399    | +140   | 7  | 4  | 63     |
| 5.º  | London Wasps       | 22         | 12         | 1          | 9          | 504    | 431    | +73    | 5  | 6  | 61     |
| 6.º  | London Irish       | 22         | 12         | 0          | 10         | 398    | 407    | -9     | 3  | 2  | 53     |
| 7.º  | Harlequins         | 22         | 10         | 0          | 12         | 503    | 438    | +65    | 5  | 6  | 51     |
| 8.º  | Bath               | 22         | 8          | 2          | 12         | 428    | 492    | -64    | 2  | 7  | 45     |
| 9.º  | Newcastle Falcons  | 22         | 9          | 0          | 13         | 435    | 528    | -93    | 2  | 6  | 44     |
| 10.º | Sale Sharks        | 22         | 8          | 1          | 13         | 414    | 500    | -86    | 2  | 6  | 42     |
| 11.º | Worcester Warriors | 22         | 6          | 1          | 15         | 346    | 459    | -113   | 0  | 9  | 34     |
| 12.º | Northampton Saints | 22         | 6          | 1          | 15         | 342    | 499    | -157   | 1  | 6  | 33     |

|  | Semifinalistas.                 |
|  | Descendido al RFU Championship. |

### Postemporada

#### Semifinal
| 5 de mayo de 2007 | Gloucester | 50 - 9 | Saracens |  |  |

| 5 de mayo de 2007 | Leicester Tigers | 26 - 14 | Bristol Bears |  |  |

#### Final
| 12 de mayo de 2007 | Gloucester | 16 - 44 | Leicester Tigers |  |  |

| Bandera de Inglaterra    |
| Campeón Leicester Tigers |
| Séptimo título           |